# Glaphyria cymalis
Glaphyria cymalis là một loài bướm đêm trong họ Crambidae.